# Athénión (gemmavésnök)
Athénión (1. század ?) görög gemmavésnök.
Életéről mindössze annyit tudunk, hogy feltehetőleg Augustus római császár korában élt. Egyetlen ismert szignált munkája a nápolyi múzeumban őrzött híres ónixkámea, amelyen Zeusz villámmal sújt le a gigászokra.